# Индексы Миллера

Плоскости с различными индексами Миллера в кубических кристаллах

Индексы Миллера — кристаллографические индексы, характеризующие расположение атомных плоскостей в кристалле. Индексы Миллера связаны с отрезками, отсекаемыми выбранной плоскостью на трёх осях кристаллографической системы координат (не обязательно декартовой). Таким образом, возможны три варианта относительного расположения осей и плоскости:
- плоскость пересекает все три оси
- плоскость пересекает две оси, а третьей параллельна
- плоскость пересекает одну ось и параллельна двум другим

Индексы Миллера выглядят как три взаимно простых целых числа, записанные в круглых скобках: (111), (101), (110)…

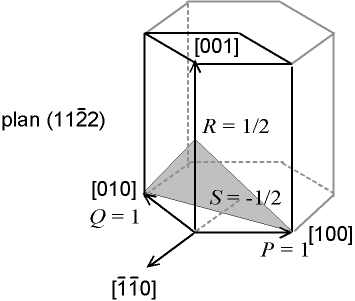
Индекс Миллера — Браве для гексагональной плотноупакованной решётки

Для работы с гексагональными решётками удобно использовать четырёхсимвольные индексы Миллера — Браве (hkil), в которых третий элемент i означает удобную, но вырожденную (не несущую никакой дополнительной информации) компоненту, равную −h − k. Угол между компонентами h, i и k индекса составляет 120°, так что они не ортогональны. Компонента l перпендикулярна всем трём направлениям h, i и k.

## Определение индексов Миллера

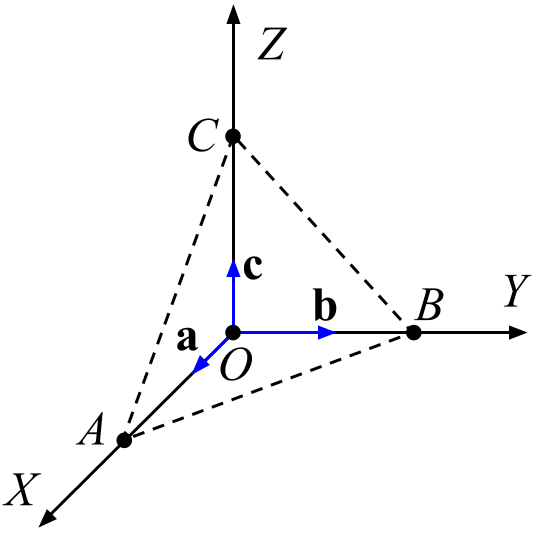
Система координат решетки кристалла

Пусть на осях системы координат {\displaystyle OXYZ} решетки кристалла (см. рис. "Система координат решетки кристалла"), плоскость, индексы Миллера которой хотим найти, отсекает отрезки {\displaystyle OA=A\subset X,OB=B\subset Y,OC=C\subset Z}. Для каждой из осей заданы свои параметры (постоянные) решетки {\displaystyle a,b,c} (модули соответсвующих векторов трансляций). Тогда индексы будут находиться следующим образом. Находим значения отрезков {\displaystyle A,B,C} в осевых единицах, то есть необходимо найти {\displaystyle A/a,B/b,C/c} (полученные значения не имеют размерностей). Далее находим обратные значения найденных величин. После находим  наименьшее общее кратное чисел:
{\displaystyle {\text{НОК}}\left(A/a,B/b,C/c\right)=[A/a,B/b,C/c]}.
Таким образом, индексы Миллера {\displaystyle h,k,l} будут определяться следующим образом:
{\displaystyle h={\frac {a}{A}}\cdot \left[{\frac {A}{a}},{\frac {B}{b}},{\frac {C}{c}}\right]}
{\displaystyle k={\frac {b}{B}}\cdot \left[{\frac {A}{a}},{\frac {B}{b}},{\frac {C}{c}}\right]}
{\displaystyle l={\frac {c}{C}}\cdot \left[{\frac {A}{a}},{\frac {B}{b}},{\frac {C}{c}}\right]}.

### Пример
Дано: {\displaystyle A/a=1,B/b=2,C/c=-4}.
Найдем {\displaystyle \left[A/a,B/b,C/c\right]}. Заметим, что {\displaystyle 1=2^{0},2=2^{1},4=2^{2}}, поэтому {\displaystyle \left[A/a,B/b,C/c\right]=4}, тогда {\displaystyle h=4,k=2,l=-1}, окончательно имеем {\displaystyle (hkl)=(42{\overline {1}})}.